# كينجي إيتو
كينجي إيتو (伊藤賢治 إيتو كينجي) هو ملحن ياباني ولد في 5 يوليو 1968 في طوكيو.

## أعماله في الأنمي

### مسلسلات أنمي تلفزيونية
- وعد تحت السماء الزرقاء

## أعماله في ألعاب الفيديو
- فاينل فانتسي لجند 2 (بالتعاون مع نوبوؤو أويماتسو)
- فاينل فانتسي أدفنتشر
- رومانسينج ساجا
- رومانسينج ساجا 2
- رومانسينج ساجا 3
- ساجا فرونتير
- سورد أوف مانا
- سوبر سماش برذرز براول
- اختطاف الذئب
- ديفل سرفايفر 2
- تشيلدرن أوف مانا (بالتعاون مع ماساهارو إيواتا وتاكايوكي أيهارا)
- توبال نمبر ون
- كولدسبت ساغا
- بوكيمون ميستري دانجون: سلسلة فريق المغامرون

## وصلات خارجية
- كينجي إيتو على موقع IMDb (الإنجليزية)
- كينجي إيتو على موقع ميوزك برينز (الإنجليزية)
- كينجي إيتو على موقع ديسكوغز (الإنجليزية)